# Прапор Високопілля
Пра́пор Високопілля затверджений рішенням сесії селищної ради 24 липня 2015 року.
Автор проекту — А. Гречило. 

## Опис
Квадратне полотнище; знизу бічних країв з висоти в 1/3 полотнища відходить жовтий клин (заввишки в 2/3 сторони), в якому до древка крокує чорний лев із червоним язиком; вгорі на синьому полі — три білі 5-променеві зірки, одна над двома.

## Зміст
Жовтий клин вказує на розташування Високопілля на вододілі та на назву поселення. Чорний лев у жовтому полі підкреслює заселення в ХІХ ст. довколишніх земель німцями, які переважно походили з землі Баден-Вюртенберг, оскільки назвали колонії на честь різних місцевостей з історичної батьківщини (Кронау, Ной-Мангейм і т.п.). Біла зірка в синьому полі символізує давню назву селища – Кронау (цей символ є у гербі німецького міста), а кількість 3 означає три колонії (№ 8 Кронау, №11 Мангейм, №5 Фірсеншталь), які злилися й сформували сучасне Високопілля. Жовте поле уособлює багаті землі Степової України, а зорі на синьому полі – чумацькі шляхи, які тут пролягали.